# 國際更生團契
國際更生團契（英語：Prison Fellowship International，PFI）是一個全球性的基督教非營利組織，由来自112个国家的监狱团契组织组成，其使命是通過全球事工夥伴網絡，轉化囚犯、其家人和犯罪受害者的生活。國際更生團契总部位于美国华盛顿特区，现任主席为安迪·科利（Andy Corley）。

## 起源
國際更生團契起源于美国的監獄團契組織，由卷入水門事件而服刑的前政治家查爾斯·W·科爾森於1976年創立。 1978年11月，在英國召開了一場會議，旨在建立英國分支並賦予這一組織國際化的使命。 隨後，國際更生團契於1979年正式成立； 截至2022年，國際更生團契已在112個國家開展其監獄相關人道和更生事工。

## 組織活動
國際更生團契的主要宗旨是透過基督教信仰提供精神支持、改善囚犯的福祉，促進其更生及重新融入社會。該組織在全球超過120個國家開展活動，服務範疇包括精神和宗教指導、教育和職業培訓、家庭和社區連接，以及倡議和公共政策。
國際更生團契作为一个非政府组织，拥有在联合国经济及社会理事会的咨商地位（第二类），是预防犯罪和刑事司法非政府组织联盟（Alliance of NGOs on Crime Prevention and Criminal Justice）的积极参与者。

## 分會
PFI在台灣的會員是台灣更生團契，由宜蘭監獄退休典獄長陸國棟於1981年成立。